# Dimensione terrore
Dimensione terrore (Night of the Creeps) è un film del 1986 scritto e diretto da Fred Dekker. È un omaggio, dai toni umoristici, al cinema fantastico e horror (a partire dal titolo originale, che ricorda quello de La notte dei morti viventi) unendo zombi ed altri elementi chiave come le invasioni aliene. Nonostante l'insuccesso al botteghino, nel corso del tempo si è guadagnato lo status di film di culto.

## Trama
Un parassita extraterrestre arriva sulla Terra e inizia ad infettare gli esseri umani. L'infezione avviene nel momento in cui il parassita entra nella bocca della vittima, dopodiché raggiunge il cervello e la trasforma in uno zombi. Mentre questi parassiti seminano il terrore, alcuni adolescenti di un college scoprono cosa sta succedendo e iniziano una lotta per la sopravvivenza del genere umano.

## Citazioni
- Molti personaggi del film possiedono cognomi riconducibili a diversi registi del mondo del cinema che hanno contribuito largamente al genere horror, come David Cronenberg (Videodrome, La mosca), George A. Romero (La notte dei morti viventi), Tobe Hooper (Non aprite quella porta), Sam Raimi (La casa), John Landis (Un lupo mannaro americano a Londra) e James Cameron (Terminator, Aliens - Scontro finale).
- Tra le pellicole citate spicca in particolar modo Plan 9 from Outer Space di Ed Wood, con cui condivide diversi elementi della trama e che viene guardato da uno dei personaggi.

## Distribuzione
Il film uscì negli Stati Uniti il 22 agosto 1986, rivelandosi un fiasco al botteghino. Distribuito in settanta sale, incassò 591.366 dollari e venne smontato nel giro di poche settimane. Giunse nelle sale italiane dopo quasi un anno, il 18 giugno 1987.

### Home media
La VHS italiana fu distribuita dalla Panarecord.
Negli Stati Uniti il film è disponibile in DVD e Blu-ray Disc in versione Director's cut (che rispetto alla versione cinematografica presenta una scena finale diversa).